# Szymany (powiat szczycieński)
Szymany (niem. Schimanen, Groß Schiemanen) – wieś w Polsce położona w województwie warmińsko-mazurskim, w powiecie szczycieńskim, w gminie Szczytno. W latach 1975–1998 miejscowość należała administracyjnie do województwa olsztyńskiego.
W okolicy Szyman znajduje się międzynarodowy Port Lotniczy Olsztyn–Mazury, jedyny port lotniczy na Mazurach.

## Historia
Wieś lokowana 29 maja 1682 r., później grunty powiększone o nadania w Lasach Korpelskich.  W 1797 istniała tu karczma, której właścicielem był Polak, Fryderyk Węgorowski. Na początku XX w. była to duża wieś mazurska z 1100 mieszkańcami. W 1860 r. na północ od Szyman, na nowiznach Lasów Korpelskich, w pobliżu dawnej smolarni, należącej do wsi, założono nowa wieś, początkowo zwana Nowymi Szymanami (Neuschiemanen) (obecnie Nowiny).
Parafia ewangelicka w Szymanach powstała w 1901 r. Początkowo nabożeństwa odbywały się w szkole, później w wybudowanym w 1938 r. kościele.
W 1945 r. miejscowość została włączona do Polski. W 2004 r. Szymany miały 534 mieszkańców.

## Zabytki
- Chałupy drewniane, domy nr 38 (połowa XIX w.), 3, 4, 6, 11, 13, 16.
- Dawny kościół ewangelicki, obecnie katolicki pw. Matki Boskiej Częstochowskiej, wybudowany w 1938 r.
- Kaplica Baptystów Chrześcijan, wybudowana w 1928 r., obecnie przekształcona w budynek mieszkalny.